# Hlavná os juhozápadného hrebeňa Ťažkého štítu

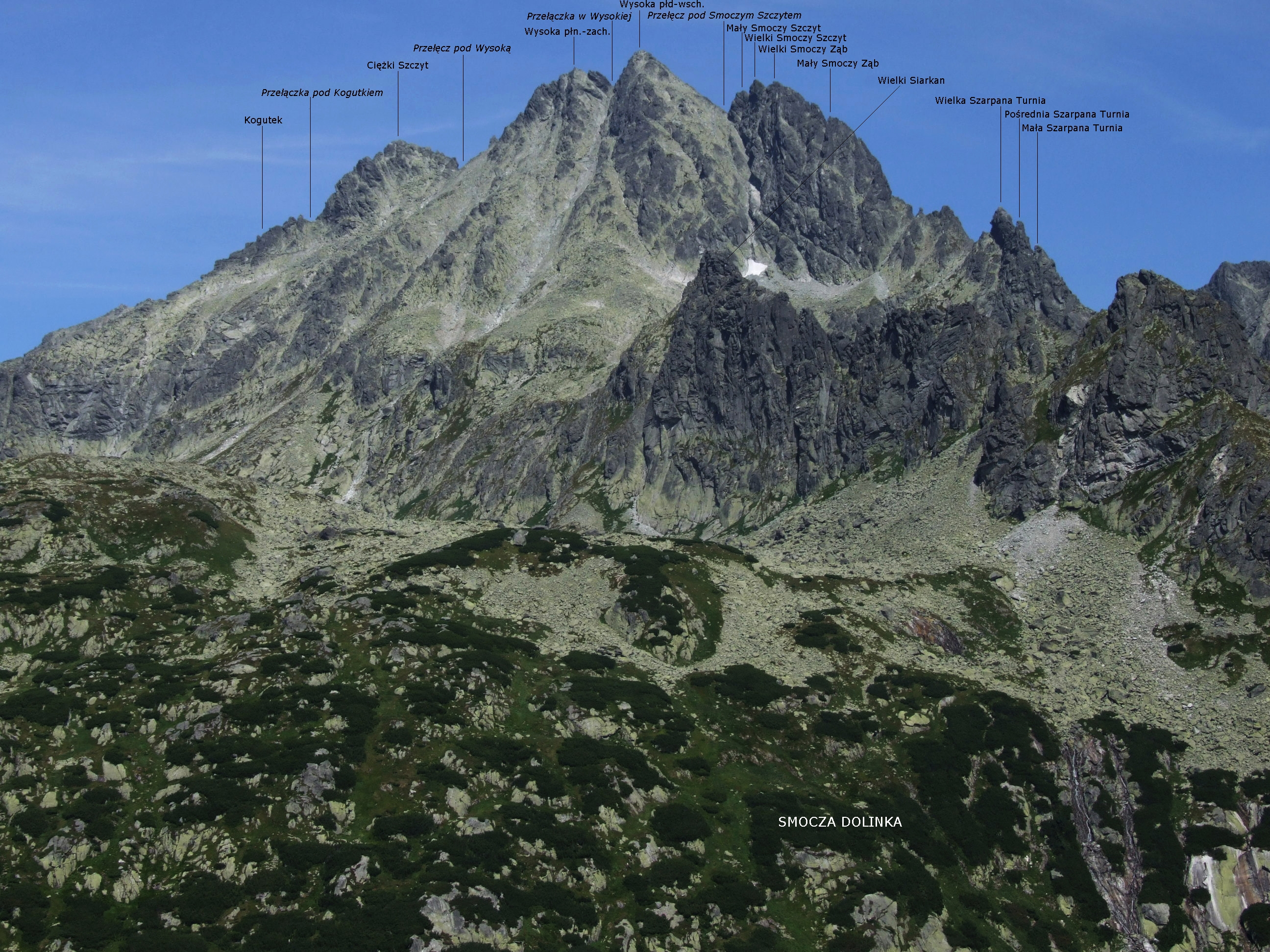
Horní část hřebene při pohledu z Ostrvy (polské popisky)

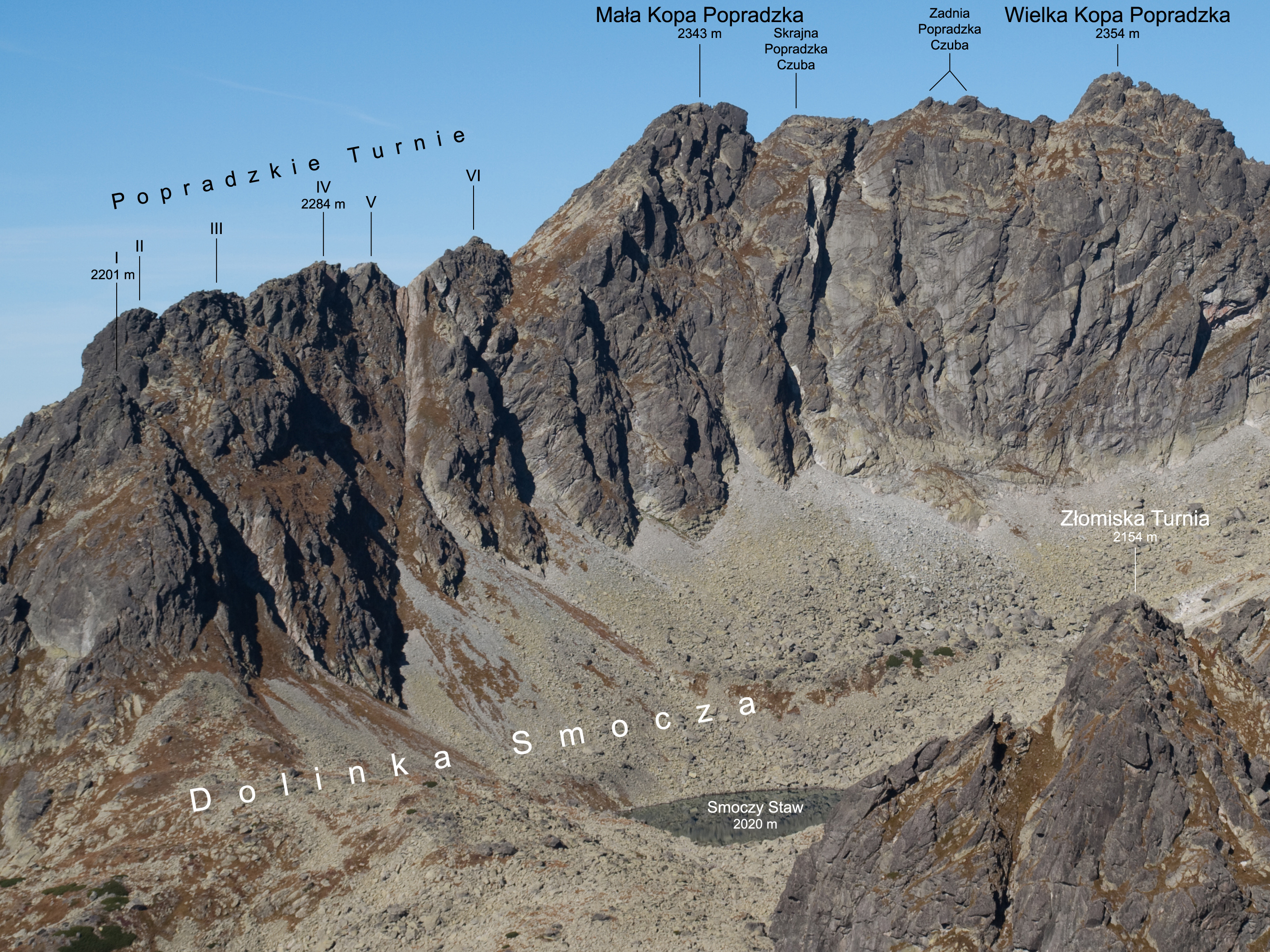
Část hřebene při pohledu z Dračie dolinky (polské popisky)

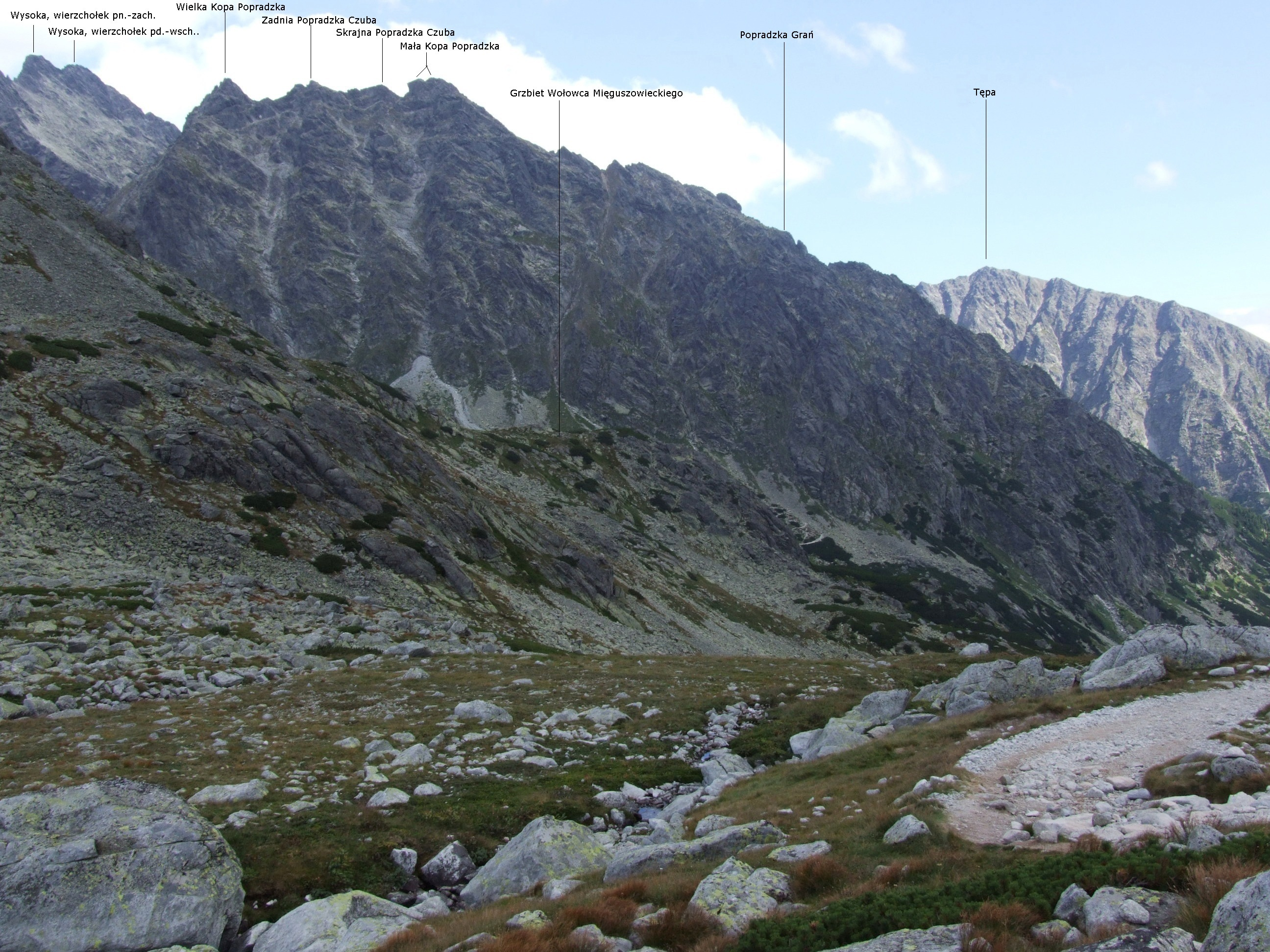
Hřeben při pohledu z Mengusovské doliny (polské popisky)

Hlavná os juhozápadného hrebeňa Ťažkého štítu (polsky Południowo-zachodnia grań Ciężkiego Szczytu) je boční hřeben ve slovenské části Vysokých Tater. Od hlavního tatranského hřebene se odděluje v Ťažkém štítu a směřuje k jihozápadu, kde klesá do Mengusovské doliny. Hřeben odděluje Dolinu Žabích plies a její horní patro Kotlinku pod Váhou na severozápadě a Zlomiskovou dolinu a její odnož Dračiu dolinku na jihovýchodě.

## Průběh hřebene
|  | Slovenský název              | Polský název                   | Nadmořská výška (m) | Souřadnice                       |
|  | ---------------------------- | ------------------------------ | ------------------- | -------------------------------- |
|  | Ťažký štít                   | Ciężki Szczyt                  | 2520                | 49°10′25″ s. š., 20°05′29″ v. d. |
|  | Štrbina pod Kohútikom        | Przełączka pod Kogutkiem       | 2400                | 49°10′24″ s. š., 20°05′28″ v. d. |
|  | Kohútik                      | Kogutek                        | 2404                | 49°10′24″ s. š., 20°05′26″ v. d. |
|  | Dračia bránka                | Smocza Przełączka              | 2280                | 49°10′19″ s. š., 20°05′10″ v. d. |
|  | Dračie pazúry                | Smocza Grań                    |                     | 49°10′18″ s. š., 20°05′07″ v. d. |
|  | Štrbina pod Kôpkami          | Przełączka pod Kopą Popradzką  | 2276                | 49°10′16″ s. š., 20°05′06″ v. d. |
|  | Veľká kôpka                  | Wielka Kopa Popradzka          | 2354                | 49°10′15″ s. š., 20°05′02″ v. d. |
|  | Zadná lávka v Kôpkach        | Zadnia Popradzka Ławka         |                     |                                  |
|  | Zadný zub v Kôpkach          | Zadnia Popradzka Czuba         |                     |                                  |
|  | Prostredná lávka v Kôpkach   | Pośrednia Popradzka Ławka      |                     |                                  |
|  | Predný zub v Kôpkach         | Skrajnia Popradzka Czuba       |                     |                                  |
|  | Predná lávka v Kôpkach       | Skrajna Popradzka Ławka        |                     |                                  |
|  | Malá kôpka                   | Mała Kopa Popradzka            | 2348                | 49°10′10″ s. š., 20°04′58″ v. d. |
|  | Vyšná Popradská štrbina      | Wyżnia Popradzka Przełączka    |                     |                                  |
|  | Popradská veža VI            | Popradzka Turnia VI            |                     |                                  |
|  | Prostredná Popradská štrbina | Pośrednia Popradzka Przełączka | 2170                |                                  |
|  | Popradská veža V             | Popradzka Turnia V             |                     |                                  |
|  | Popradská veža IV            | Popradzka Turnia IV            | 2283                |                                  |
|  | Popradská veža III           | Popradzka Turnia III           |                     |                                  |
|  | Popradská veža II            | Popradzka Turnia II            |                     |                                  |
|  | Nižná Popradská štrbina      | Niżnia Popradzka Przełączka    |                     |                                  |
|  | Popradská veža I             | Popradzka Turnia I             |                     |                                  |

## Turistické trasy
V celém hřebeni nejsou v současné době žádné značené trasy, takže oblast je dle pravidel TANAPu pro turisty nepřístupná.